# Castianeira alata
Castianeira alata là một loài nhện trong họ Corinnidae.
Loài này thuộc chi Castianeira. Castianeira alata được miêu tả năm 1945 bởi Muma.